# Rollinsford
Rollinsford är en kommun (town) i Strafford County i delstaten New Hampshire, USA med 2 527 invånare (2010). 